# Lättlera (byggnadsmaterial)
för jordarten Lättlera, se Lättlera
Lättlera är ett byggmaterial för husväggar. Beståndsdelarna är lera, sand (bildar tillsammans bindemedel) och något lättare material. Den vanligaste lätta beståndsdelen är halm men det finns även hus med väggar som innehåller bark, träflis eller lecakulor. Dessutom används vatten i blandningen av väggmaterialet och oftast också gödsel (för att det är vattenavstötande).
Lättlera är till skillnad från stampad jord inte självbärande och därför används lättlera i bärande husstommar av trä. Väggarna byggs lager för lager genom att packa lerblandningen i en form som utgörs av vertikala reglar samt en tillfälligt påskruvad träplatta.